# Maratona aquática no Campeonato Mundial de Esportes Aquáticos de 2013 - 25 km feminino
A prova de 25 quilômetros feminino da maratona aquática no Campeonato Mundial de Esportes Aquáticos de 2013 foi realizada no dia 27 de julho em Moll de la Fusta em Barcelona. 

## Medalhistas
| Ouro                   | Prata               | Bronze           |
| Martina Grimaldi (ITA) | Angela Maurer (GER) | Eva Fabian (USA) |

## Resultados
Estes foram os resultados da prova.
| Pos.              | Nadadora                    | Nacionalidade  | Tempo     |
| ----------------- | --------------------------- | -------------- | --------- |
| Medalha de ouro   | Martina Grimaldi            | Itália         | 5:07:19.7 |
| Medalha de prata  | Angela Maurer               | Alemanha       | 5:07:19.8 |
| Medalha de bronze | Eva Fabian                  | Estados Unidos | 5:07:20.4 |
| 4                 | Alice Franco                | Itália         | 5:07:22.9 |
| 5                 | Ana Marcela Cunha           | Brasil         | 5:07:23.4 |
| 6                 | Christine Jennings          | Estados Unidos | 5:07:32.3 |
| 7                 | Margarita Dominguez Cabezas | Espanha        | 5:11:55.5 |
| 8                 | Yumi Kida                   | Japão          | 5:16:25.7 |
| 9                 | Lei Shan                    | China          | 5:16:34.3 |
| 10                | Alexandra Sokolova          | Rússia         | 5:18:14.3 |
| 11                | Yang Dandan                 | China          | 5:19:13.7 |
| 12                | Celia Barrot                | França         | 5:20:31.8 |
| 13                | Paola Pérez                 | Venezuela      | 5:22:40.1 |
| 14                | Silvie Rybářová             | Chéquia        | 5:22:42.4 |
| 15                | Julia Lucila Arino          | Argentina      | 5:22:47.0 |
| 16                | Vicenia Navarro             | Venezuela      | 5:23:31.8 |
| 17                | Nadine Williams             | Canadá         | 5:42:17.9 |
| 18                | Xeniya Romanchuk            | Cazaquistão    | 5:43:40.5 |
| 19                | Wasella Hussien             | Egito          | OTL       |
| 20                | Svenja Zihsler              | Alemanha       | DNF       |
| 20                | Olga Beresnyeva             | Ucrânia        | DNF       |
| 20                | Barbora Picková             | Chéquia        | DNF       |

Legenda
| Recorde mundial       | Recorde mundial (World record)               |                       | Recorde africano                      | Recorde africano (African) |                                           | Q | Classificado por posição (Qualified) |
| Recorde do campeonato | Recorde do campeonato (Championship record)  | Recorde da América    | Recorde da América (Americas)         | q                          | Classificado por melhor tempo (Qualified) |   |                                      |
| Melhor marca do ano   | Melhor marca do ano (World leading)          | Recorde asiático      | Recorde asiático (Asian)              | DNS                        | Não largou (Did not start)                |   |                                      |
| Recorde nacional      | Recorde nacional (National record)           | Recorde europeu       | Recorde europeu (European)            | DNF                        | Não terminou (Did not finish)             |   |                                      |
| Recorde pessoal       | Recorde pessoal do atleta (Personal best)    | Recorde da Oceania    | Recorde da Oceania (Oceania)          | DSQ / DQ                   | Desclassificado (Disqualified)            |   |                                      |
| Recorde da temporada  | Recorde da temporada do atleta (Season best) | Recorde sul-americano | Recorde sul-americano (South America) | NM                         | Sem marca (No mark)                       |   |                                      |